# Lashibi
Lashibi es una ciudad de la región Gran Acra de Ghana. En marzo de 2000 tenía una población estimada de 30 193 habitantes.
Se encuentra ubicada al sureste del país, al sur del lago Volta y junto a la costa del golfo de Guinea. 